# شوهی هینو
شوهی هینو (انگلیسی: Shōhei Hino؛ زادهٔ ۳۰ مهٔ ۱۹۴۹) بازیگر و خواننده اهل ژاپن است. وی در درام‌های تلویزیونی جیدای‌گکی بسیاری حضور یافته است و در فیلم سرخ هم نقش‌آفرینی نموده است.